# Walter Stumvoll
Walter Stumvoll, alternative Schreibweise Walter Stummvoll (* 4. März 1904 in Eger, Österreich-Ungarn; † 11. November 1982 in Wien), war ein österreichischer Schauspieler bei Bühne, Film und Fernsehen.

## Leben und Wirken
Stumvoll studierte ab Mitte der 1920er Jahre Theaterwissenschaft in München und Prag. Seine Bühnenlaufbahn begann er um das Jahr 1930, blieb aber viele Jahre lang ohne Festengagement. Erst in der Spielzeit 1938/39, als er en passant in der Tschechoslowakei sein Filmdebüt gab, ist er als Ensemblemitglied des Theaters in Reichenberg (deutsch besetztes Sudetenland) nachzuweisen. Während des Zweiten Weltkriegs wirkte Stumvoll am Deutschen Theater im deutschbesetzten Prag und spielte in dortigen Ateliers in der Endphase des Krieges (1943/44) auch in Unterhaltungsfilmen mit.
Nach dem Krieg blieb Stumvoll erneut mehrere Jahre lang ohne ein Festengagement an großen Bühnen. 1950 wurde er ans Burgtheater nach Wien geholt und 1960 dessen festes Ensemblemitglied. In seinen späten Lebensjahren trat Stumvoll auch in Aufführungen der Bregenzer Festspiele auf. Stumvolls Spielfilme sind weitgehend bedeutungslos. Oft war er in chargengleichen Vater- oder väterlichen Rollen zu sehen: Mal verkörperte Walter Stumvoll einen Arzt, mal einen Förster, dann wieder einen Dorfwirt, einen Bauern oder einen Diener, wie in seiner letzten Produktion.

## Filmografie
- 1938: Die Gottes Mühlen
- 1943: Liebespremiere
- 1943: Das schwarze Schaf
- 1944: Es fing so harmlos an
- 1944: Ich bitte um Vollmacht
- 1944/50: Schuß um Mitternacht
- 1955: Das Mädchen vom Pfarrhof
- 1955: Seine Tochter ist der Peter
- 1956: Försterliesel
- 1956: Dort oben, wo die Alpen glühen
- 1957: Der König der Bernina
- 1958: Einmal noch die Heimat seh’n
- 1961: Der Färber und sein Zwillingsbruder
- 1963: Der Verschwender
- 1965: Der Alpenkönig und der Menschenfeind
- 1969: Wer kam denn da in Haus?
- 1971: Der Hauptmann
- 1972: Defraudanten
- 1975: Komtesse Mizzi
- 1979: Das Licht der Gerechten
- 1980: Maria Theresia
- 1980: Exit … Nur keine Panik
- 1982: Die Ausgesperrten
- 1983: Professor Bernhardi